# Charl Coetzee
Charl Johan Coetzee (Kaapstad, 4 maart 1981) is een professioneel golfer uit Zuid-Afrika. 
Charl Coetzee werd in 2007 professional. In 2007 won hij de Tourschool voor de Sunshine Tour en dat jaar behaalde hij drie top 10-plaatsen. 
In 2008 werd hij tweede bij het Open in Zambia en haalde nog twee top 10-plaatsen. 
In 2009 haalde hij vijf top 10-plaatsen maar een overwinning was er nog niet bij. Zijn grootste prijs was ZAR 200.000 toen hij 12de werd bij het Joburg Open in 2009.
Hij heeft nog geen tourkaart voor Europa en speelt hier alleen toernooien op uitnodiging. Bij het Zuid-Afrikaans Open in 2010 eindigde hij op de 49ste plaats.